# XO-2b
XO-2b (equis o dos be) es un planeta extrasolar que orbita la estrella XO-2 en la constelación de Lince. Fue detectado usando el método de tránsito en 2007 por Burkes et al. Fue el segundo planeta descubierto por el telescopio XO, dependiente del Proyecto XO.
Es un planeta joviano, como lo son los encontrados usando el método de tránsito. Su órbita demora 2.6 días en completarse, a una distancia de 0.039 UA. En particular, es un planeta del tipo Júpiter caliente, por encontrarse muy cerca de su estrella, teniendo una temperatura superficial de aproximadamente 1200 K. Tiene una masa igual al 57% de la de Júpiter, y un radio de un 97%. El radio, relativamente grande para su masa, puede deberse a la temperatura extrema, que expandiría su atmósfera. Tiene una densidad de sólo 820 kg/m³.